# Skye Live At KCRW
Skye Live At KCRW è il primo album discografico live della cantante trip hop inglese Skye Edwards, pubblicato nel 2006. L'album è stato registrato negli Stati Uniti d'America nella stazione radio di Santa Monica in California.

## Tracce
1. Feel Good Inc. – 3:27
2. Love Show – 4:00
3. Jamaica Days – 2:18
4. The Sea – 4:03
5. Solitary – 4:22